# Onoz (België)
Onoz is een plaats en deelgemeente van de gemeente Jemeppe-sur-Sambre in de Belgische provincie Namen. Tot 1 januari 1977 was het een zelfstandige gemeente. In Onoz ligt aan de N192 Route d' Éghezée het voormalige station Onoz-Spy. 

## Demografische ontwikkeling
- Bronnen:NIS, Opm:1831 tot en met 1970=volkstellingen, 1976= inwoneraantal op 31 december

## Bezienswaardigheden
De overblijfselen van de Mens van Spy zijn te zien in het bezoekerscentrum "l'Espace de l'Homme de Spy" te Onoz. 